# To Be with You
«To Be with You» — песня американской рок-группы Mr. Big с альбома Lean into It (1991). Песня была популярна в более 20 странах, во многих занимала лидирующие позиции. В США в течение нескольких недель возглавлял национальный чарт Billboard Hot 100.
Песня была написана Эриком Мартином в подростковом возрасте, Пол Гилберт занимался аранжировкой. Гилберт также исполнял эту песню, используя рифф из песни Van Halen «Ain't Talkin' 'Bout Love».

## Список композиций
7" single
1. «To Be with You» (LP Version) (3:27)
2. «Green-Tinted Sixties Mind» (LP Version) (3:30)

12" maxi
1. «To Be with You»
2. «A Little Too Loose» (Live)
3. «The Drill Song (Daddy, Brother, Lover, Little Boy)» (Live)
4. «Alive And Kickin'» (Live)

CD maxi
1. «To Be with You» (3:27)
2. «Green-Tinted Sixties Mind» (3:30)
3. «Alive And Kickin'» (5:28)